# 桃渚城
桃渚城，位于浙江省临海市东南41公里东海之滨的桃渚镇城里村，东南距海仅10余公里。明正统八年（1443年）建。桃渚城是明代专门为抗倭而设置的千户所所城，周长1366米，城高4.5米，现除垛口外，城墙主体及三个城门（包括瓮城）均保持完好。特别是城内街巷至今仍保持着明清风貌，城内民居绝大部分为清代建筑，尤以郎家里、郎德丰、吴宅、柳宅、宗祠、关帝庙等最具代表性。桃渚城是浙江省保存最完好的所城。2001年桃渚城被列为中华人民共和国的全国重点文物保护单位之一。
桃渚千户所，是明洪武三十一年（1397年）时设置于桃渚城的千户所。洪武三十一年（1397年）置，治所在今浙江省临海市东桃渚。隶海门卫。城周四里余。嘉靖三十九年（1560年）戚继光全歼倭寇于此。清朝顺治十七年（1660年）裁。

## 图片

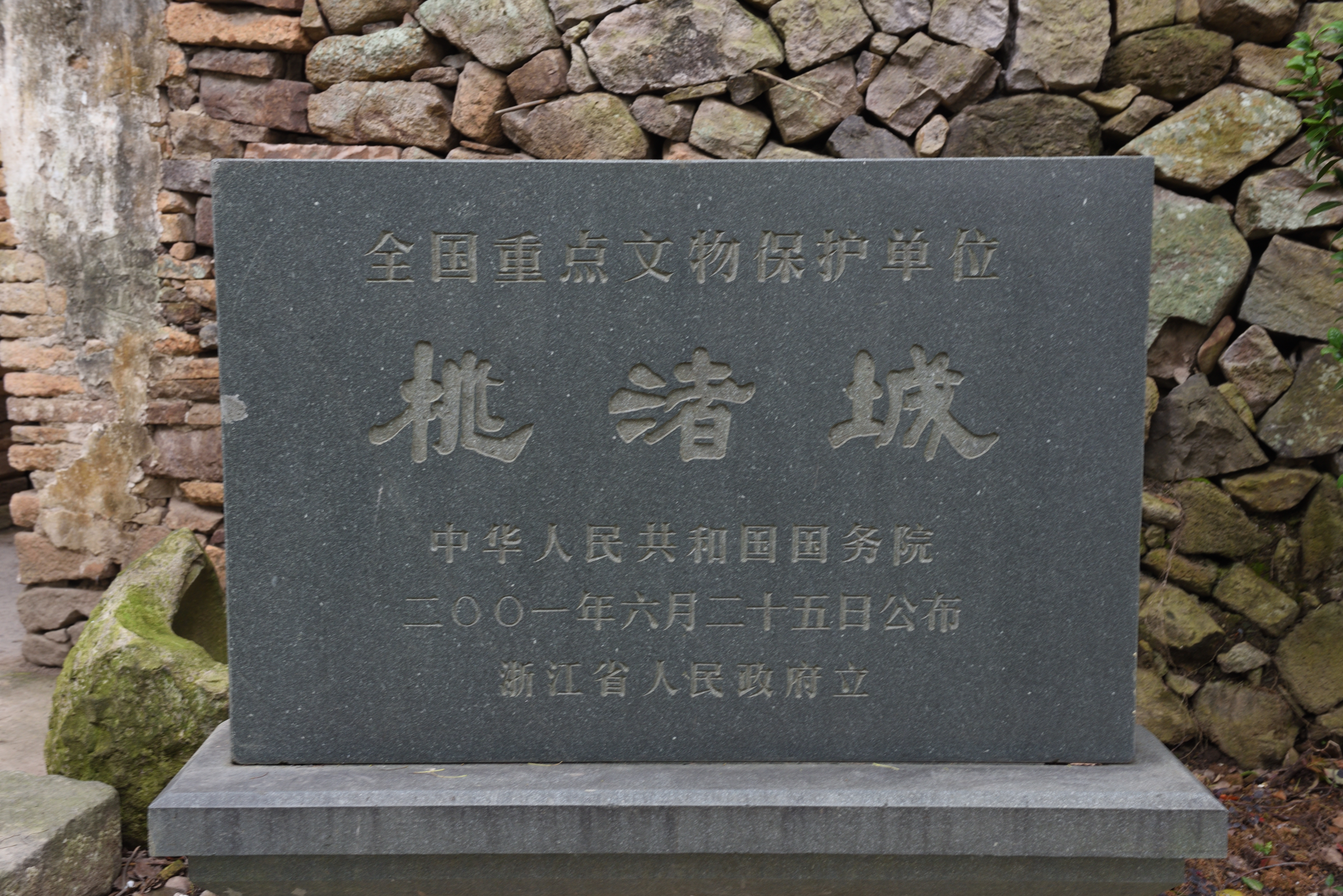
全国重点文物保护单位碑
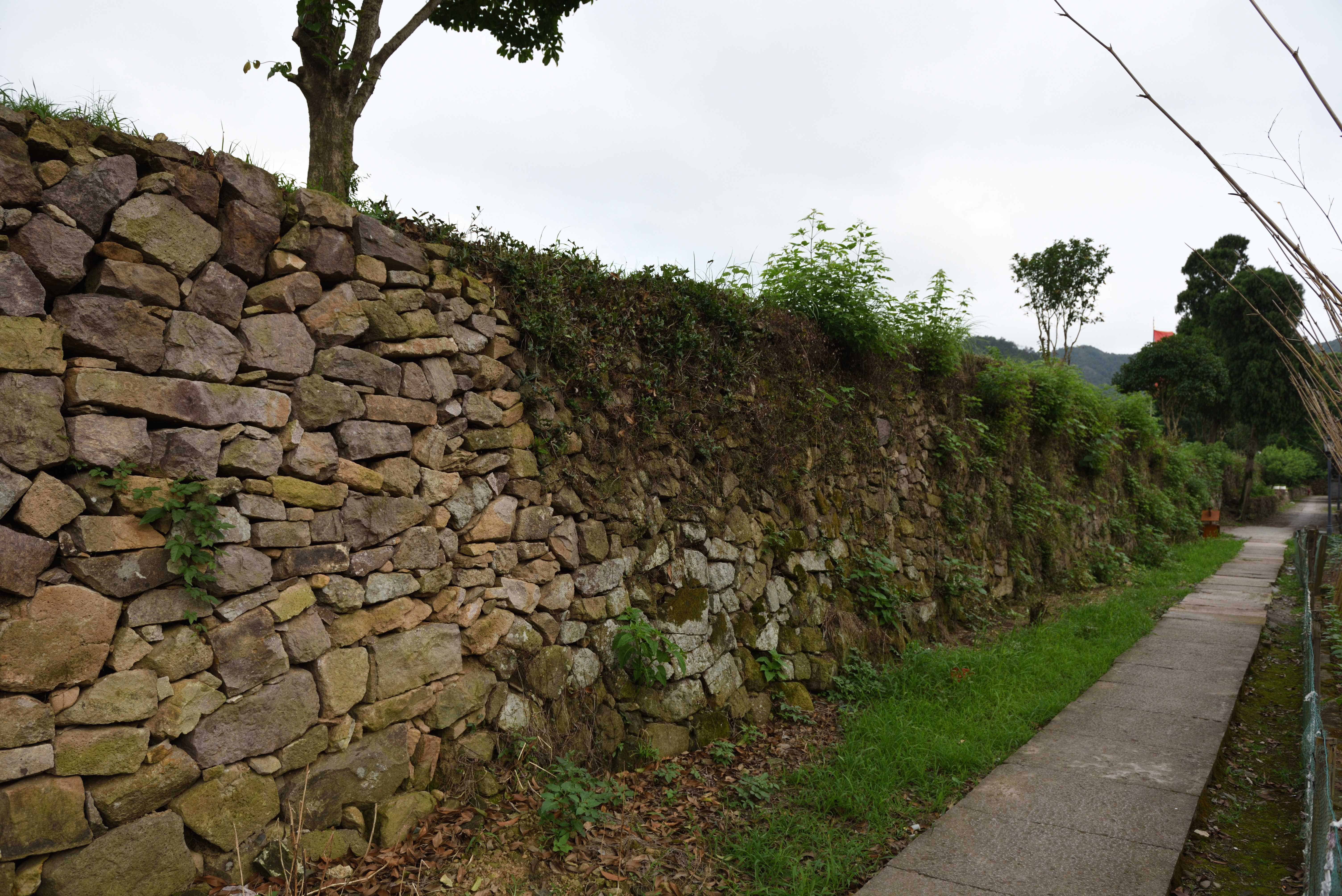
东城墙石砌墙体
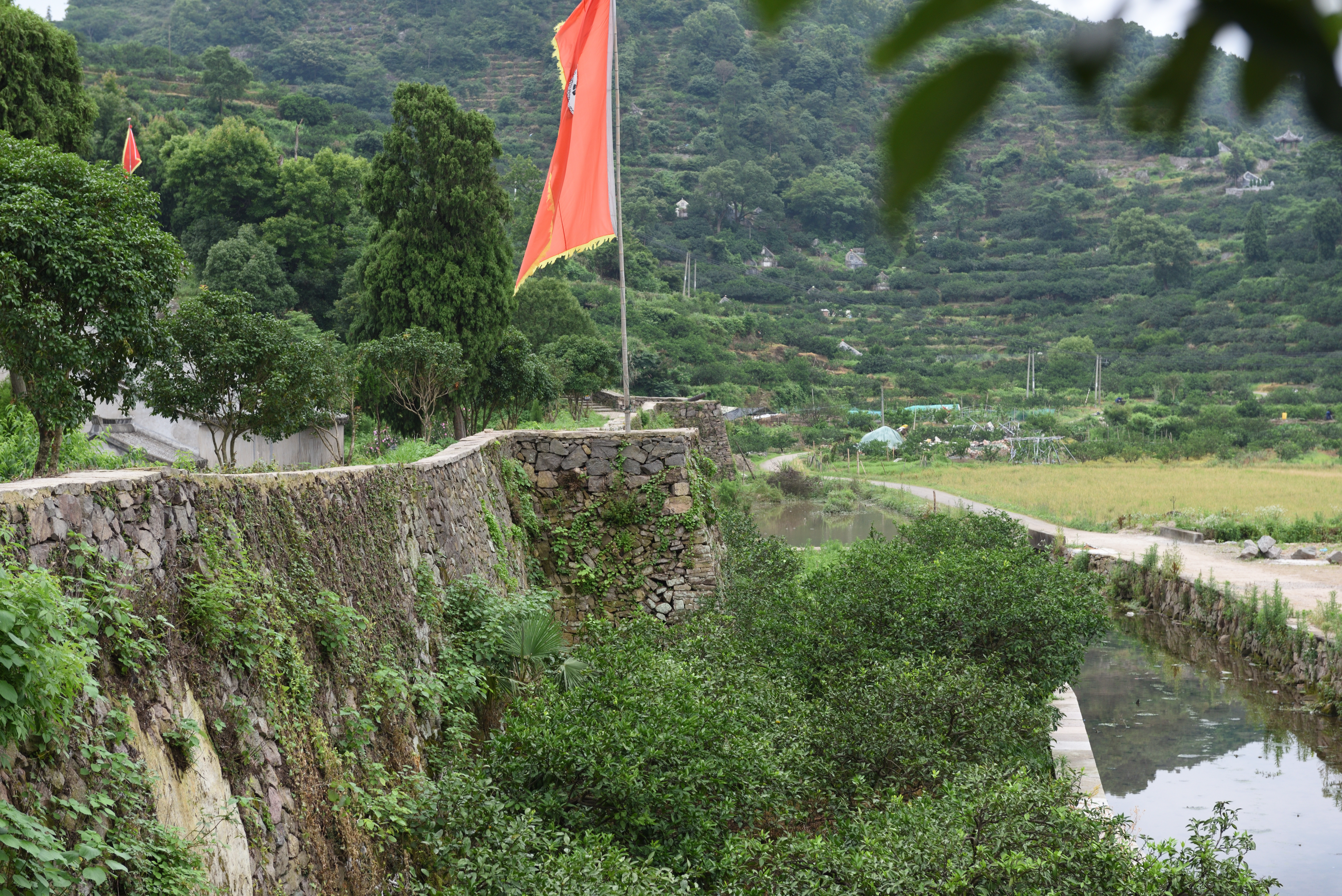
东城墙马面
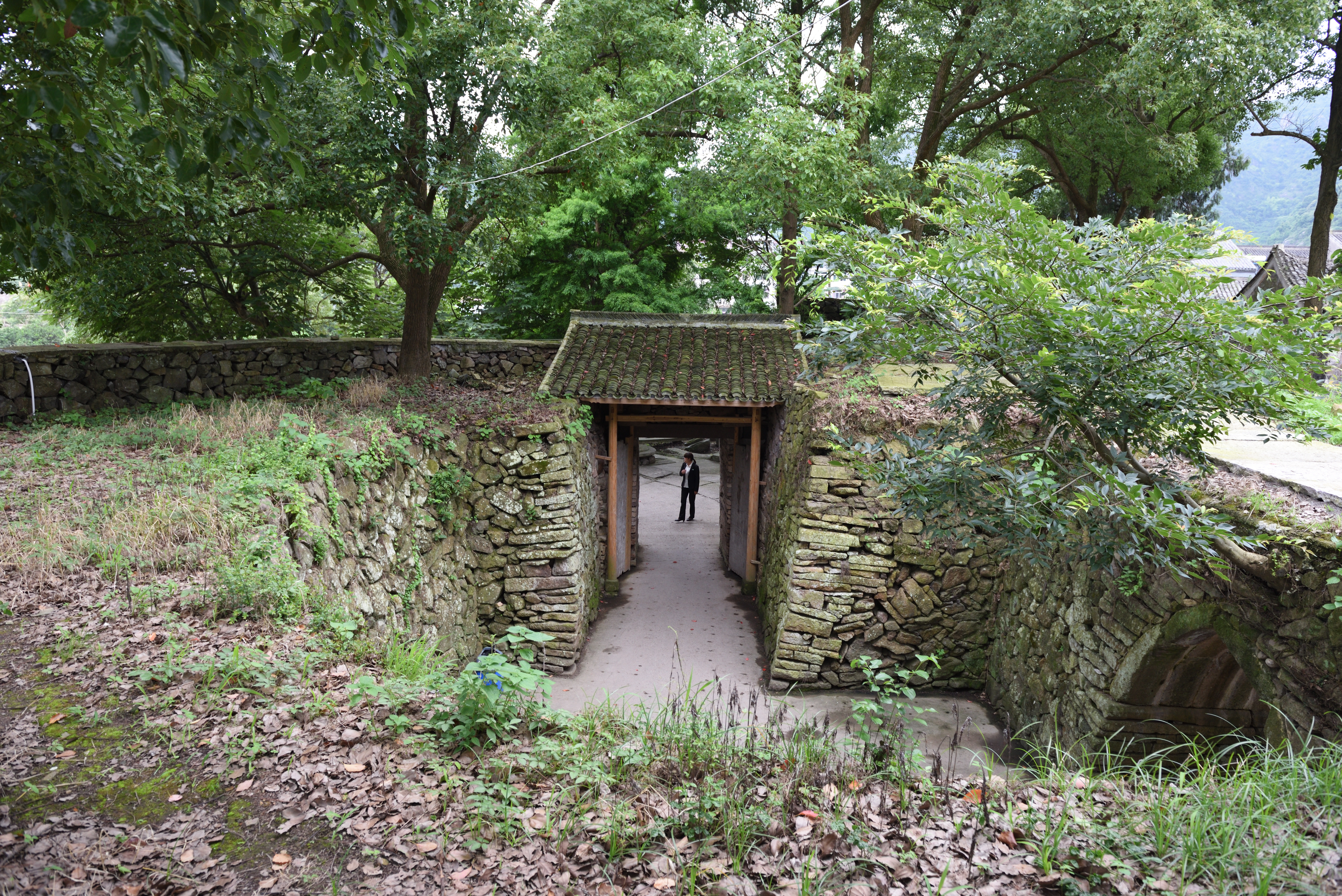
东城门瓮城
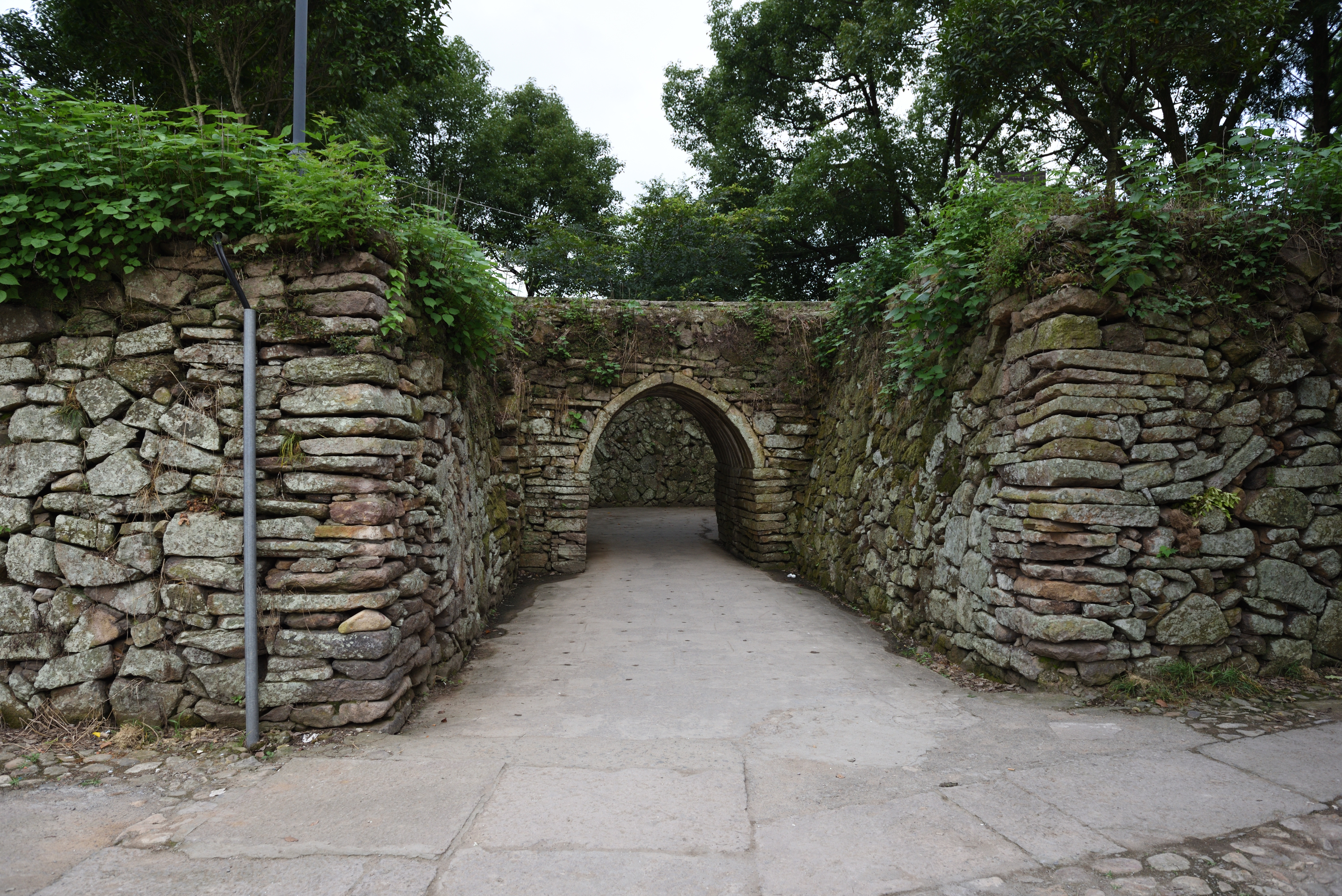
东城门内测门洞
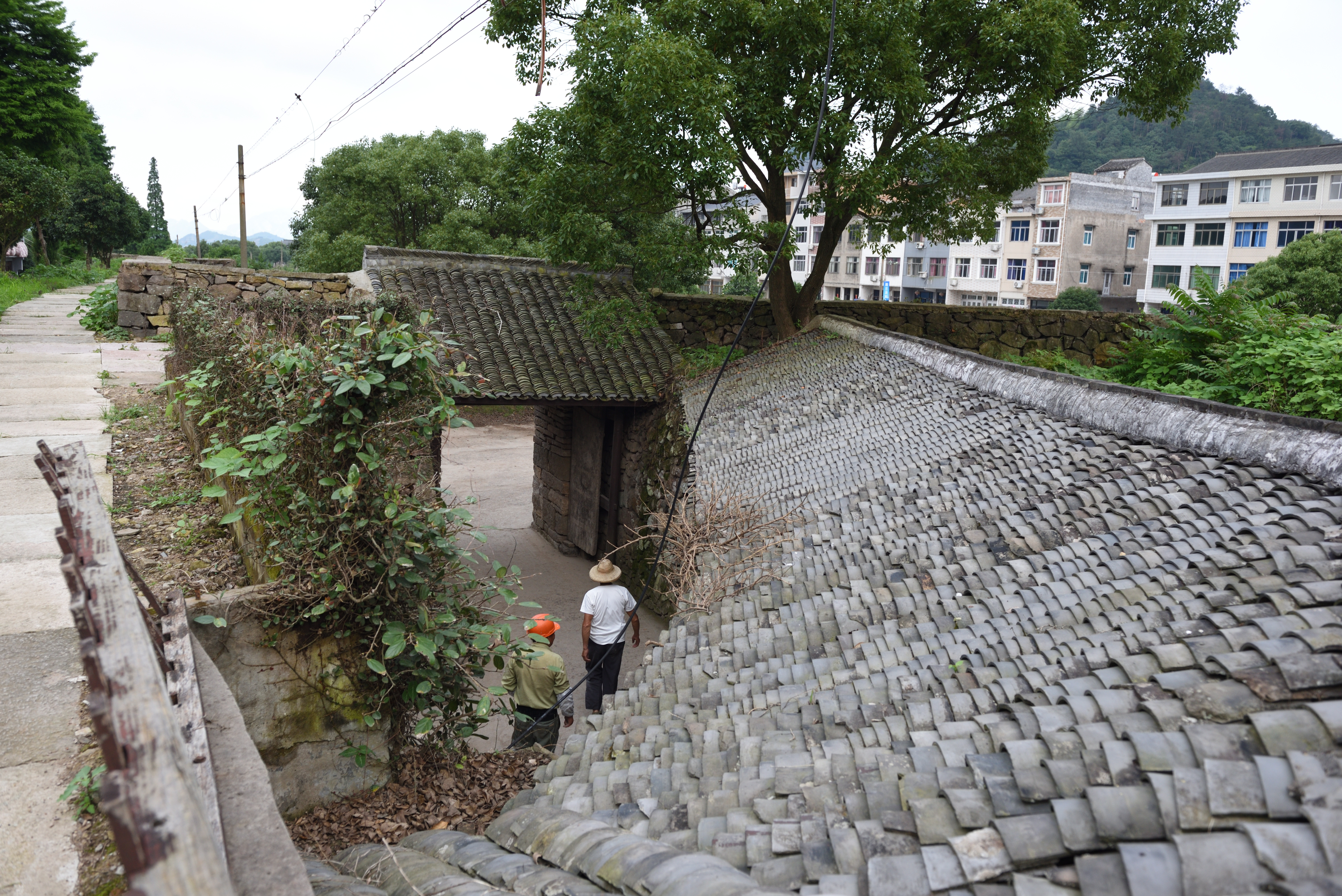
南城门瓮城
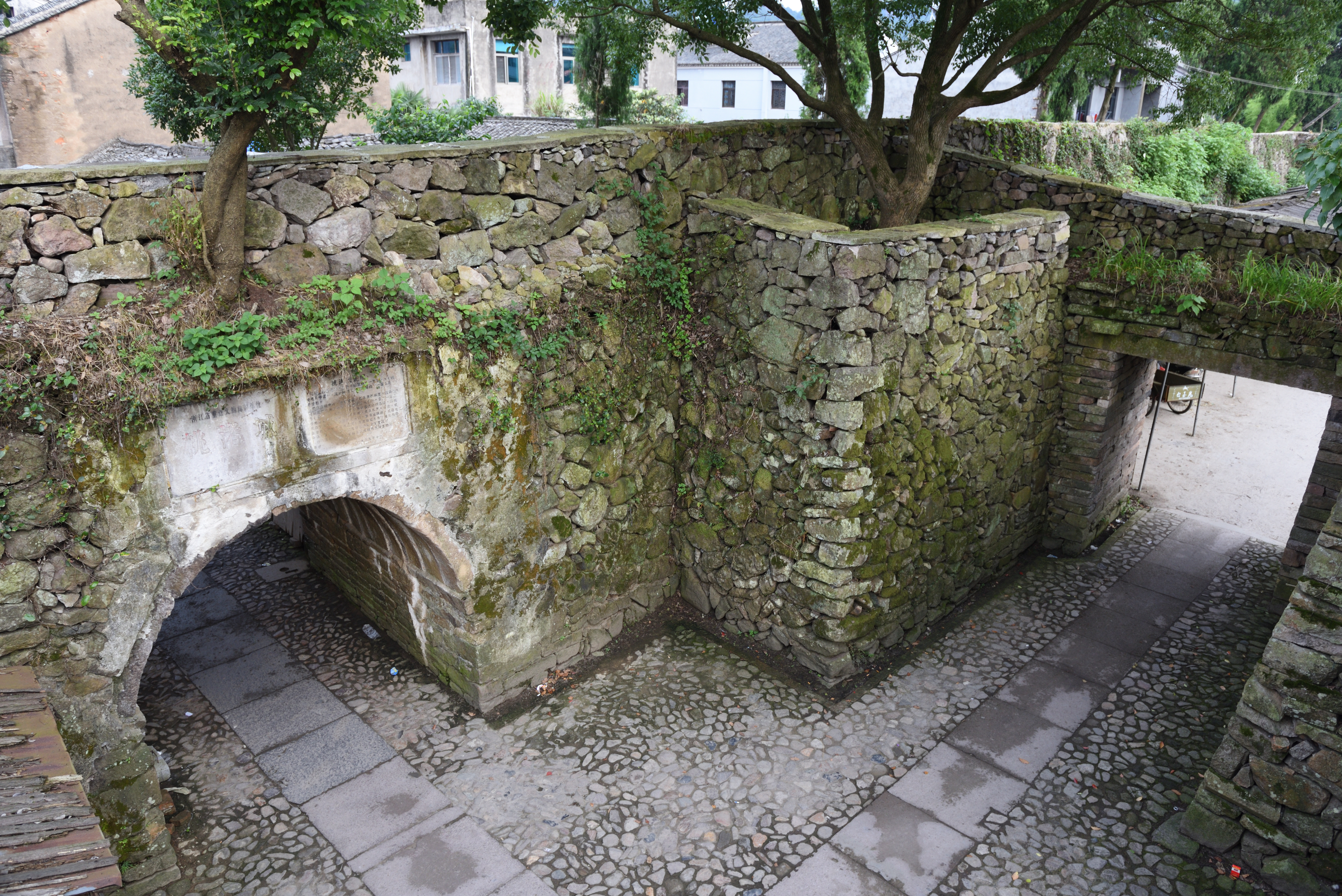
西城门瓮城
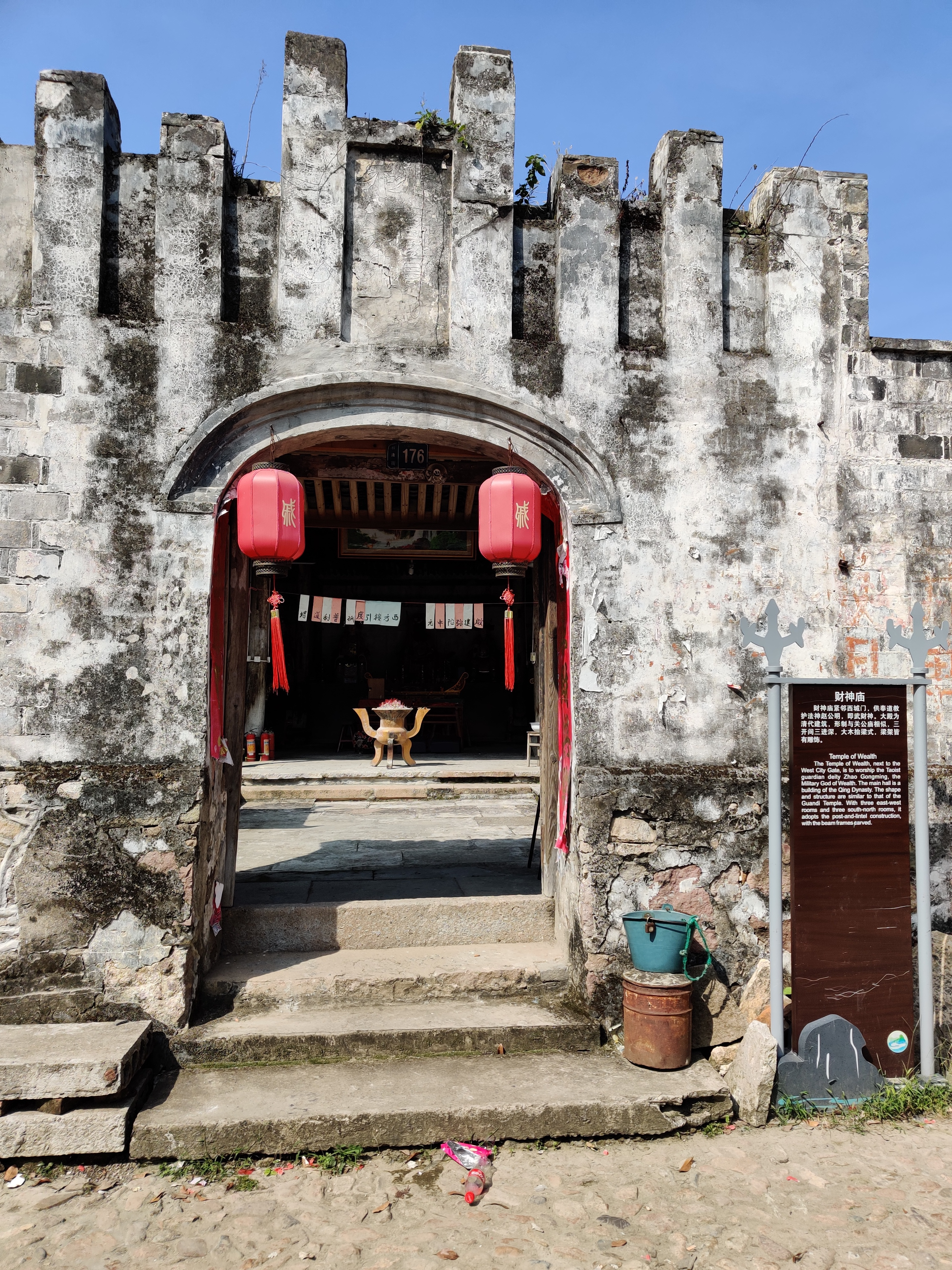
财神庙
关帝庙
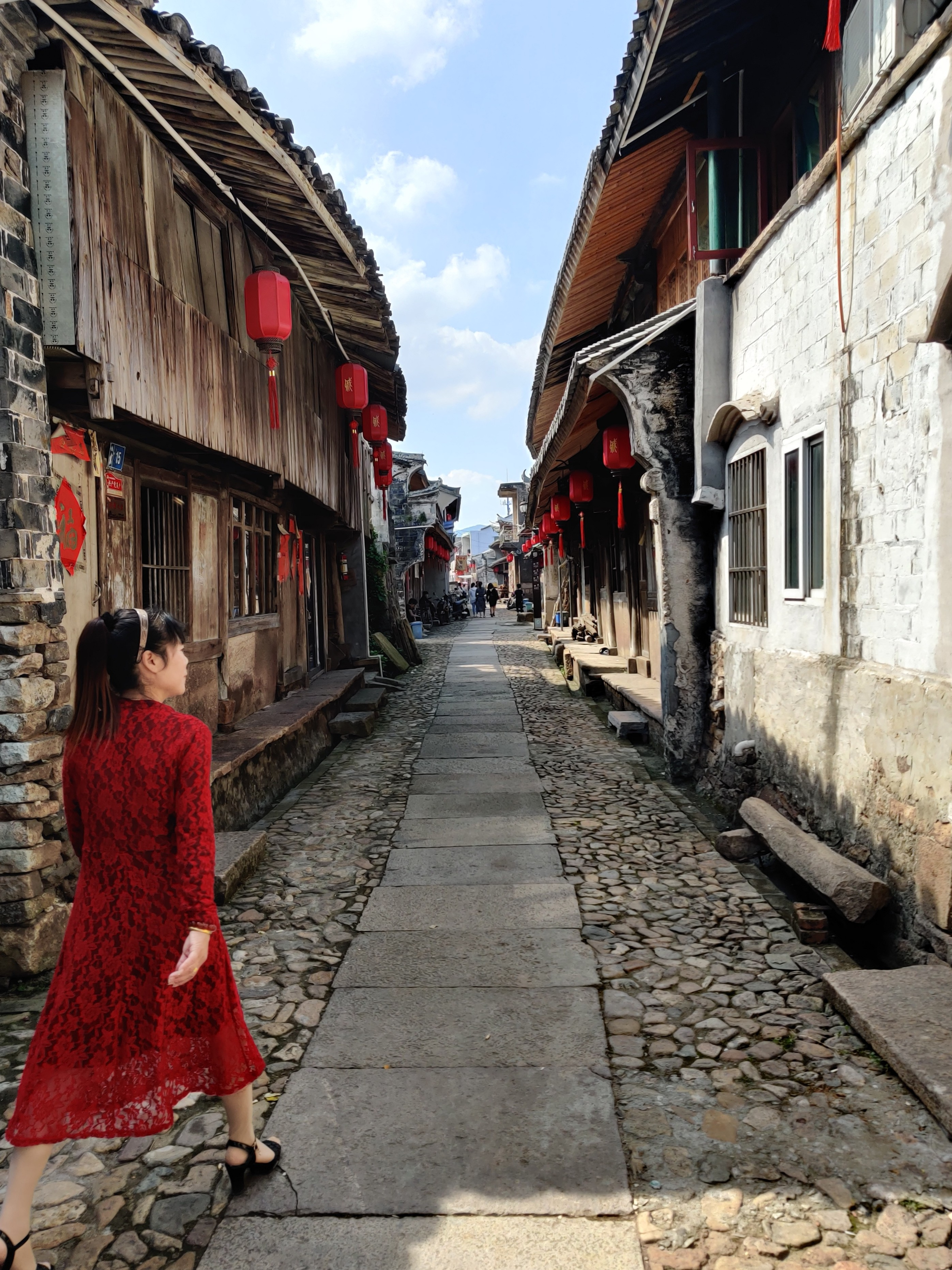
老街

## 外部連結
- （简体中文）桃渚军事古城的历史和文化艺术价值[永久]
- （简体中文）桃渚城 --浙江在线-人文频道